# Norman Seeff
Norman Seeff (Johannesburg, 5 marzo 1939) è un regista e fotografo sudafricano.
Dal suo arrivo negli Stati Uniti nel 1969, il suo lavoro come fotografo e regista si incentra sull'esplorazione della creatività umana e sulle dinamiche interne del processo creativo.

## Biografia
Seeff si laura con lode in scienza e arte alla  King Edward VII School di Johannesburg. All'età di 17 anni è il più giovane giocatore della campionato nazionale sudafricano di calcio. Si qualifica come medico nel 1965. Per tre anni lavora in medicina d'urgenza presso il Chris Hani Baragwanath Hospital di Soweto, concentrandosi sulla gestione dello shock traumatico.
Nel 1969 emigra negli Stati Uniti per perseguire le proprie passioni creative e capacità artistiche. Dopo l'arrivo a New York, le fotografie di Seeff vengono scoperte dal famoso designer grafico Bob Cato. Cato introduce Seeff nel mondo del design delle copertine degli album e il suo primo incarico fotografico importante per The Band gli porta un immediato riconoscimento. I suoi primi lavori includono anche immagini di Robbie Robertson, Patti Smith, Robert Mapplethorpe, Andy Warhol e altre personalità di New York.
Nel 1971 è professore di Fotografia al Bennington College in Vermont per un anno.
Nel 1972, su raccomandazione di Cato, Seeff si trasferisce a Los Angeles per diventare direttore creativo della United Artists Records, dove il suo lavoro nel design e nella fotografia riceve diverse nomination per il Grammy Award. Tre anni dopo, apre uno studio indipendente nel Sunset Boulevard. Le sue sessioni fotografiche divengono leggendarie e attraendo un'audience di 30-40 a ogni sessione, arrivando a più di 200 in alcune occasioni. Una combinazione del laboratorio dell'attore e una celebrazione della spontaneità creativa, le sessioni di Seef sono esperienze emotivamente coinvolgenti che compaiono in molte immagini iconiche di artisti importanti e innovatori.
Seef comincia a filmare le sue sessioni con Ike & Tina Turner nel 1975, e continua a farlo per più di 35 anni. Il suo archivio di film e nastri contiene più di 400 riprese di musicisti, registi, autori, personalità televisive, scienziati, visionari e imprenditori.